# Exsudativore
Un exsudativore est, dans le domaine de la zoologie, un animal qui se nourrit de l'exsudat des plantes (suc, résine, gomme (Gommivore, cas particulier d’exsudativore)).
C'est le cas par exemple de certains tamarins.

## Sources
- (fr) http://www.krissnature.net/article-25428680-6.html